# إبراهيم أباد دشت بر (وكيل أباد)
إبراهیم أباد دشت بر (بالفارسية: ابراهیم‌آباد دشت بر) هي قرية تقع في إيران في قسم وکيل أباد الريفي. يقدر عدد سكانها بـ 47 نسمة .